# Montarlot-lès-Rioz
Montarlot-lès-Rioz – miejscowość i gmina we Francji, w regionie Burgundia-Franche-Comté, w departamencie Górna Saona.
Według danych na rok 1990 gminę zamieszkiwały 153 osoby, a gęstość zaludnienia wynosiła 16 osób/km² (wśród 1786 gmin Franche-Comté Montarlot-lès-Rioz plasuje się na 591. miejscu pod względem liczby ludności, natomiast pod względem powierzchni na miejscu 463.).